# Putiowka
Putiowka (ros. Путёвка) – osiedle w Rosji, w obwodzie briańskim, w rejonie briańskim. W 2010 liczyło 4736 mieszkańców.